# Frank Rubæk
Frank Rubæk (født 12. juni 1969) er en dansk teaterchef, sceneinstruktør, skuespiller og oversætter. Han er primært kendt som hoveddrivkraften bag NørregadeTeatret i Maribo siden teatrets begyndelse i 1991. Fra 2007, hvor teatret blev et professionelt drevet egnsteater, har Rubæk været ansat som dets teaterchef.

## Levnedsløb
Frank Rubæk voksede op i Maribo og var bidt af teateret, så langt tilbage han kan huske. Som stor skoledreng deltog han i Maribo Amatørscenes aktiviteter, hvor han mødte en gruppe andre unge med samme teaterinteresse og høje ambitioner. De opførte operetterne Frøken Nitouche og Sommer i Tyrol på Blæsenborgskolens scene. Senere udlevede de deres interesse på ungdomsskolens musicalhold, mens Frank samtidig fulgte rådet hjemmefra om at have noget at falde tilbage på. Derfor gik han på handelsgymnasiet og fik senere en læreplads i Lollands Bank, men var ikke vældig interesseret i nogen af delene.
I 1991 var Rubæk en af drivkrafterne bag dannelsen af NørregadeTeatret, et amatørteater i Maribo i det gamle Lollands-Postens Bogtrykkeri i Nørregade. Han blev primus motor i det lille teater, der fortsatte med amatør-opsætning af teaterstykker i mange år, indtil det i 2007 fik offentlig støtte som egnsteater i Lolland Kommune og dermed blev professionaliseret. Samtidig blev Rubæk ansat som teaterchef - en rolle, han har haft siden da.
Rubæk blev uddannet skuespiller fra Statens Teaterskole i 1998. Han har spillet på forskellige teatre som Folketeatret og Det Ny Teater, men først og fremmest på sit "eget" teater NørregadeTeatret i Maribo, hvor han både har instrueret og spillet hoved- og biroller i en meget lang række forestillinger. Blandt andet stod han i 2011 for Danmarkspremieren på Andrew Lloyd Webbers musical Sunset Boulevard, der fandt sted på teatret i Maribo. Rubæk har desuden stået for den danske oversættelse af en række udenlandske musicals og stykker som The Sound of Music, Doktor Zhivago og Shrek.
Da Anders And-Bladet i 2024 lavede en udgave af bladet, der foregik på Lolland-Falster, optrådte NørregadeTeatret og en andeficeret udgave af Frank Rubæk som en vigtig del af historiens handling, idet Rubæk lægger en snedig plan, der får sendt Onkel Joakim rundt til en lang række forskellige steder på Lolland.

## Roller
Rubæk har altdominerende været teatermand med en lang række roller i tidens løb, først og fremmest på NørregadeTeatret, men har også optrådt i mindre roller i nogle spillefilm og tv-serier.

### Tv
- Mr. Poxycat & Co (2007, to episoder) - bedemanden Åge
- Livvagterne (2010, to episoder) - Palle Rud
- Kastanjemanden (2021, en episode) - Gert Bukke
- Orkestret (2022, to episoder) - Tuba-Bjarne

### Film
- Hannah Wolfe (2004) - Richard
- Piv (2011, kortfilm) - Mogens
- En kongelig affære (2012)
- Jagten (2012) - Elias